# Stolidobranchia
Ordre
Les Stolidobranchia sont un ordre de tuniciers de la classe des ascidies.

## Liste des familles
Selon World Register of Marine Species (26 janvier 2021) :
- famille Molgulidae Lacaze-Duthiers, 1877
- famille Pyuridae Hartmeyer, 1908
- famille Styelidae Sluiter, 1895

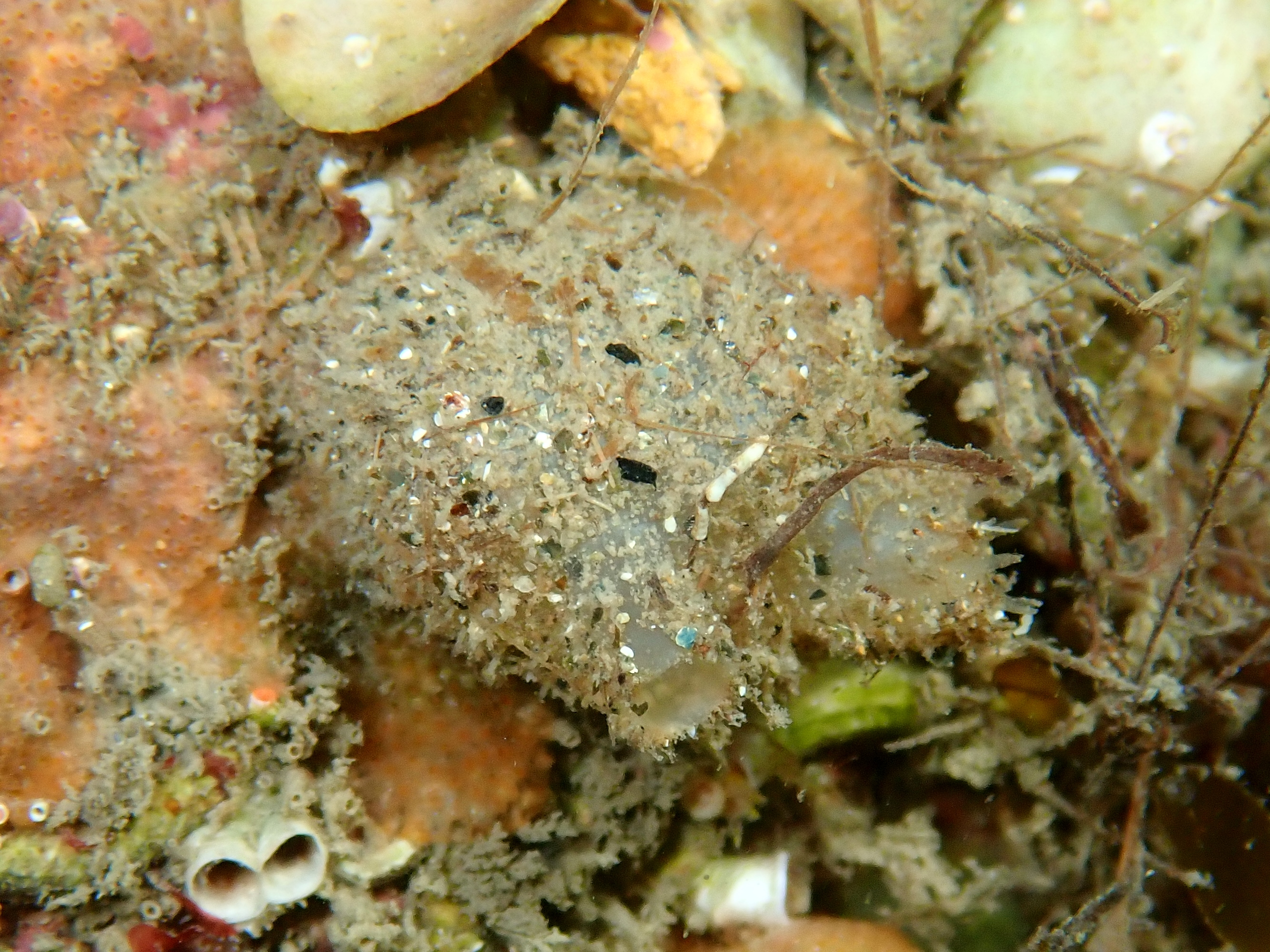
Molgula appendiculata
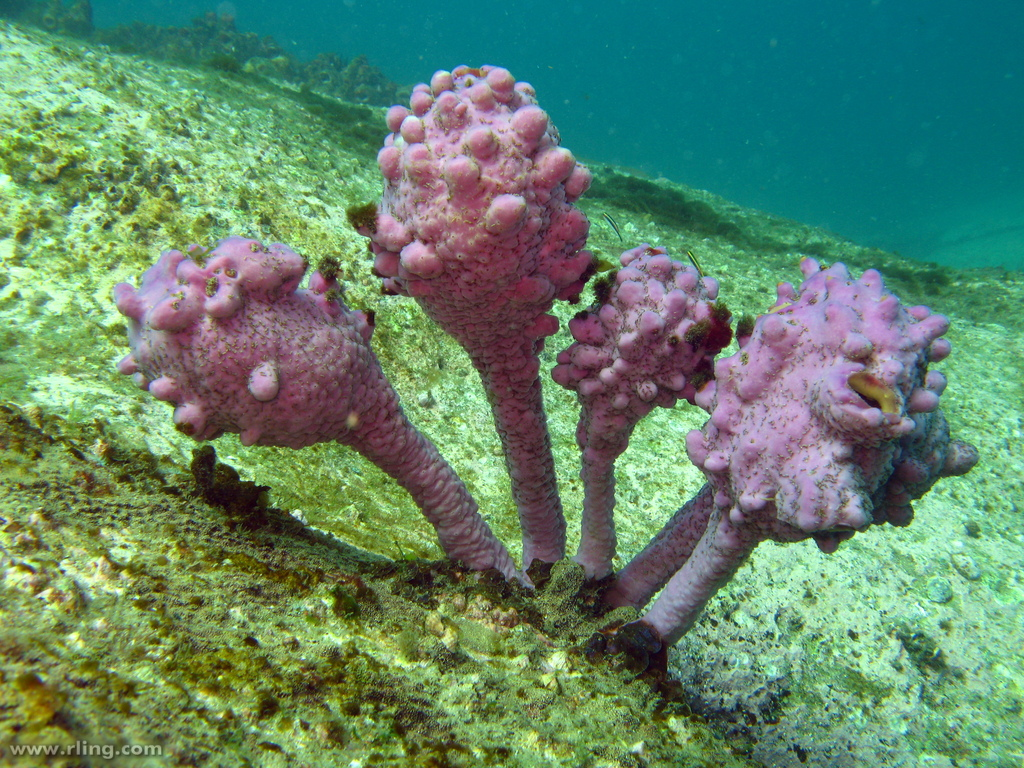
Pyura spinifera
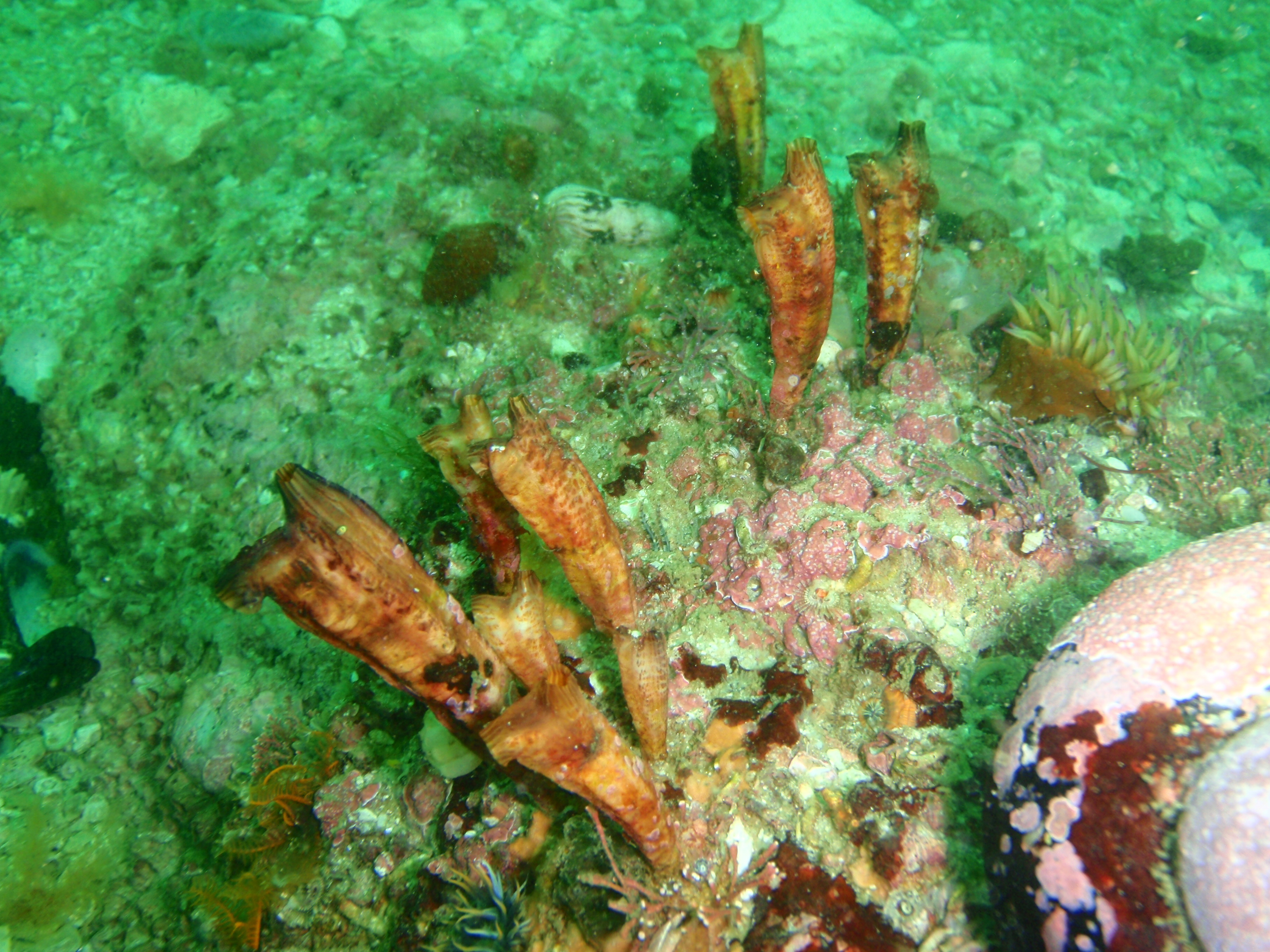
Styela angularis